# Ballenera de Quintay
La Ballenera de Quintay es una antigua planta de procesamiento de ballenas ubicada en Quintay, comuna de Casablanca, Región de Valparaíso, Chile. Operó entre los años 1943 y 1967, y fue declarada Monumento Nacional de Chile, en la categoría de Monumento Histórico, mediante el Decreto n.º 321, del 10 de agosto de 2015.

## Historia
Fue levantada por la Compañía Industrial S.A. (INDUS), en un área de relleno de terreno entre los roqueríos de la rada de Quintay. La industria comenzó sus operaciones en 1943,en el contexto del apogeo de la caza de ballenas durante el Siglo XX, llegando a procesar y faenar 16 mamíferos al día, lo que la convirtió en el principal centro operativo ballenero del país. Se obtenían principalmente carne, grasa, aceite, harina, huesos, jabón, peinetas y margarina de estos cetáceos. En 1964 INDUS realizó una alianza con la empresa japonesa Nitto Hogei, para la producción de carne para consumo humano en el país nipón. La planta cerró en 1967 por insolvencia económica.
En 1993 la Universidad Andrés Bello obtuvo una concesión para rehabilitar las instalaciones operativas e instalar el Centro de Investigación Marina Quintay. Una segunda concesión obtuvo la Fundación Quintay en 1999, que administra un museo sobre la historia de la planta y exposiciones sobre ballenas.

## Descripción
Consta de un conjunto de un grupo organizado de edificios que permitían obtener los diversos productos balleneros. Dentro de los principales instalaciones se encuentran el muelle, la rampa de izamiento, pabellón de faenas, galpones de almacenaje, campamento para los trabajadores, casa de empleados, comedores, chimenea y estanques de almacenamiento.